# Суадаг
Суада́г (осет. Суадаг) — село в Алагирском районе Республики Северная Осетия-Алания. Административный центр Суадагского сельского поселения.

## Географическое положение
Село расположено в северной части Алагирского района, по обоим берегам реки Суадаг, у выхода его из ущелья. Находится в 4,5 км к востоку от районного центра Алагир и в 33 км к западу от Владикавказа. Средние высоты на территории села составляют около 605 метров над уровнем моря. 
К северо-востоку от села расположена Роща Хетага, почитаемая у осетин как святое место и где ежегодно отмечается общенародный праздник — День Хетага. 

## История
Селение было основано в 1912 году, когда из села Даллагкау расположенного в Куртатинском ущелье, к реке Суадаг переселилось несколько семейств из фамильных родов Кабуловых, Бритаевых, Дзодзиковых, Колхитовых, Гуриевых и Хадарцевых.

## Население
| 2002  | 2010  | 2011  | 2012  | 2013  | 2014  | 2015  |
| ----- | ----- | ----- | ----- | ----- | ----- | ----- |
| 1119  | ↗1202 | →1202 | ↗1203 | ↘1201 | ↘1189 | →1189 |
| 2016  | 2017  | 2018  | 2019  | 2020  | 2021  | 2023  |
| ↗1193 | ↘1177 | ↘1176 | ↘1171 | ↘1158 | ↗1219 | ↘1217 |
| 2024  | 2025  |       |       |       |       |       |
| ↘1208 | ↘1206 |       |       |       |       |       |

Национальный состав
По данным Всероссийской переписи населения 2010 года:
| № | Национальность      | Численность, чел. | Доля   |
| - | ------------------- | ----------------- | ------ |
| 1 | осетины             | 1 175             | 97,8 % |
| 2 | другие / не указано | 27                | 2,2 %  |

## Известные уроженцы
- Хадарцев Аслан Хазбиевич — советский борец вольного стиля, многократный чемпион мира и Европы. Заслуженный мастер спорта по вольной борьбе (1983). Заслуженный тренер СССР (1990).
- Хадарцев Махарбек Хазбиевич — советский и российский борец вольного стиля, двукратный олимпийский чемпион, 5-кратный чемпион мира, 4-кратный чемпион Европы и многократный чемпион СССР. Заслуженный мастер спорта СССР (1986). Кандидат экономических наук (1998), заслуженный работник физической культуры СО АССР (1990).